# Incógnita (nave)
La Incógnita (no se conoce su verdadero nombre) fue una de las cuatro naves españolas de la Armada del obispo de Plasencia. Historiadores como Goebel, Destefani y Zorraquín Becú, entre otros, señalan que es la más probable descubridora de las Islas Malvinas en 1540, en lugar de la nave San Antonio de la Expedición de Magallanes en 1520.

## Historia
La expedición comandada por fray Francisco de la Ribera, que había sido armada por el obispo católico de Plasencia, Gutierre de Vargas y Carvajal, hizo toma de posesión del archipiélago de las Malvinas para España el 4 de febrero de 1540. Afirman también que luego invernó en las islas para finalmente partir de regreso a España en diciembre.
La expedición, compuesta por cuatro naves, tenía como fin la colonización de la zona del estrecho de Magallanes y había zarpado de Sevilla en agosto de 1539. En enero las tres naves que lograron llegar entraron en el estrecho, donde sufrieron un temporal que hundió a la nave capitana y separó a los dos barcos restantes en direcciones opuestas. Una de las naves al mando del pariente del obispo, Alonso de Camargo, continuó por el estrecho navegando luego por el canal Beagle, llegó posteriormente al Perú tras descubrir desde el mar la isla de Chiloé.
La otra nave, la Incógnita, cuyo capitán es posible que haya sido Gonzalo de Alvarado, fue arrojada hacia el Atlántico Sur y poco después avistó dos pequeñas islas que corresponden en posición y descripción a las islas Malvinas. La cartografía del estrecho que figura en el mapa XV del atlas Islario de Alonso de Santa Cruz, publicado poco después del retorno de esta nave a España (1541), incorpora esas dos pequeñas islas, ubicadas aproximadamente a unas sesenta leguas al este y en línea paralela al estrecho, «al oriente del puerto de San Julián... a cincuenta y un grados de altura». Se conservan fragmentos de la bitácora de la nave, cuyo nombre verdadero se desconoce y que Goebel bautizó Incógnita.
La bitácora da además una semblanza notablemente aproximada de las islas: por ejemplo, describe con precisión un pasto de uno o dos metros de altura que coincide con el tussok malvinense, y señala la abundancia de un pequeño cánido que podría tratarse del guará (Dusicyon australis).